# Hoofdpostkantoor (Utrecht)
Het gebouw van het voormalige Hoofdpostkantoor van de Nederlandse stad Utrecht staat aan de Neude. Het gebouw staat bekend onder de namen "Post Neude" en "Post Utrecht".

## Geschiedenis
Rond 1400 werd hier het Ceciliaklooster gebouwd voor de adellijke zusters van de Derde Orde van Sint-Franciscus. Dit kwam na de Reformatie in bezit van de stad. Het klooster bleef bestaan tot 1647. Nadien was hier de Rijksmunt gevestigd tot de verhuizing naar de Leidseweg 90 in 1911. In de hal van het huidige gebouw herinnert een plaquette aan deze voorganger. De plaquette was geschonken door de Utrechtsche Philatelistenvereeniging en herinnert aan de eerste postzegel die hier in 1852 gedrukt werd. De plaquette is een ontwerp van Maarten Pauw.
In 1920 werd het hoofdpostkantoor gebouwd, dat in 2011 als laatste Nederlandse postkantoor werd gesloten. Bibliotheek Neude, de centrale bibliotheek van Utrecht, is in dit pand gevestigd. De opening was gepland op 13 maart 2020; vanwege de coronapandemie is de Bibliotheek Neude vanaf 11 mei 2020 in fases geopend voor het publiek. Op 23 april 2020 werd de nieuwe winkel van Broese Boekverkopers in het oude postkantoor aan de Neude geopend door schrijver Ronald Giphart.

## Beschrijving
Het voormalige Hoofdpostkantoor is een ontwerp van de architect J. Crouwel jr. in de stijl van de Amsterdamse school. De bouw begon in 1919 en de oplevering vond plaats in 1924. De hal van het gebouw is indrukwekkend door de hoge paraboolvormige bogen.
In de hal hangt een zestal beelden van arduin. Vijf van deze mensfiguren stellen de verschillende werelddelen voor en ze worden vergezeld van een bijbehorend dier, een zesde beeld gaat over de handel en welvaart. De beelden en ornamenten zijn van de hand van Hendrik van den Eijnde. Ook de twee leeuwen aan de buitenzijde voor de ingang zijn van zijn hand. Deze zijn later geplaatst en maakten in eerste instantie geen deel uit van het ontwerp, maar werden op verzoek van de bevolking van Utrecht gemaakt. De grote klok in de hal is gemaakt door De Porceleyne Fles. Het glas-in-loodwerk boven de ingang is van de hand van Richard Roland Holst en stelt voor de "Nederlandse Maagd in de tuin der provinciën".
In de jaren zeventig is het gebouw gerenoveerd onder leiding van René van Raalte. In 2008 werd bekend dat Fortis Vastgoed (nu a.s.r. vastgoed ontwikkeling) het gebouw van KPN zal overnemen. Op 28 oktober 2011 is het als allerlaatste zelfstandige postkantoor van Nederland gesloten. Enige jaren kon er geen herbestemming voor worden gevonden. Na 2016 werd het gebouw omgebouwd tot een cultureel centrum met een bibliotheek, filmzaal, auditorium, brasserie en café en met expositieruimtes, werkplekken alsmede met een fietsenstalling. Het gebouw is uitgebreid met een uitbouw aan de zijde van de Oudegracht. Vanaf 11 mei 2020 is het voor het publiek geopend.

## PTT Telecom
PTT Telecom was medegebruiker van dit gebouw. Op de diverse verdiepingen waren kantoren gevestigd en telefooncentrales. Ook was er een versterkerstation gevestigd waar lange-afstandsverbindingen samen kwamen. Bij PTT Telecom stond dit gebouw bekend als UT1. In de jaren negentig werd een groot gedeelte van het telefoonverkeer van de provincie Utrecht en de Betuwe via dit pand afgewikkeld. Dit gebeurde via de verkeerscentrale UT1F van het type AXE. Daarnaast was er een 5ESS-centrale UT1D die de telefoongebieden Culemborg (0345), Tiel (0344) en Woerden (0348) bediende. De 5ESS-centrale UT-C1G verzorgde het telefoonverkeer in delen van de stad Utrecht en omliggende plaatsen als Maarssen en Breukelen (0346).
Onder het gebouw was een uitgebreide kabelkelder. Hier kwamen de kabels binnen uit de stad Utrecht.

## Afbeeldingen

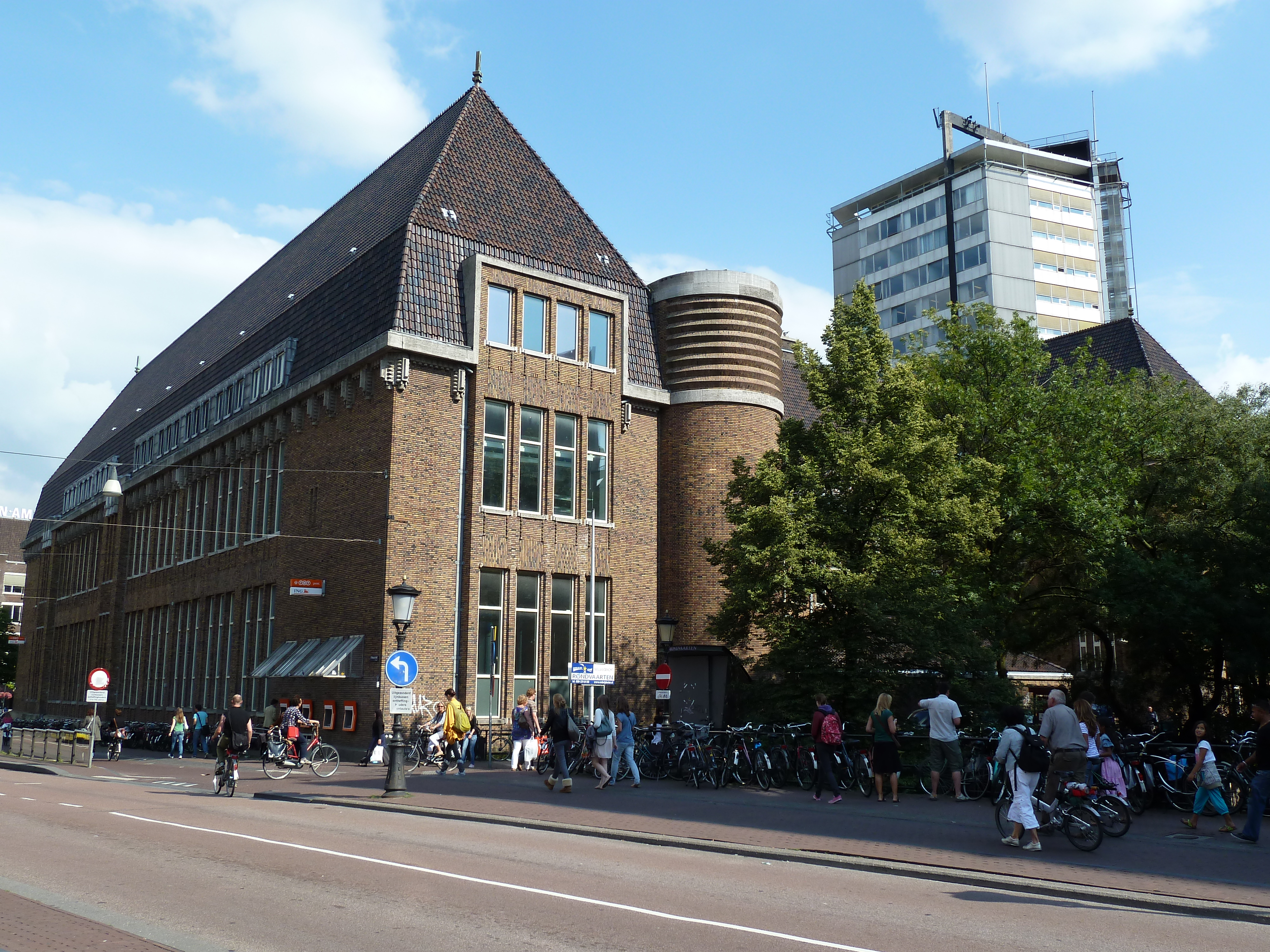
Achterzijde Postkantoor aan de Oudegracht
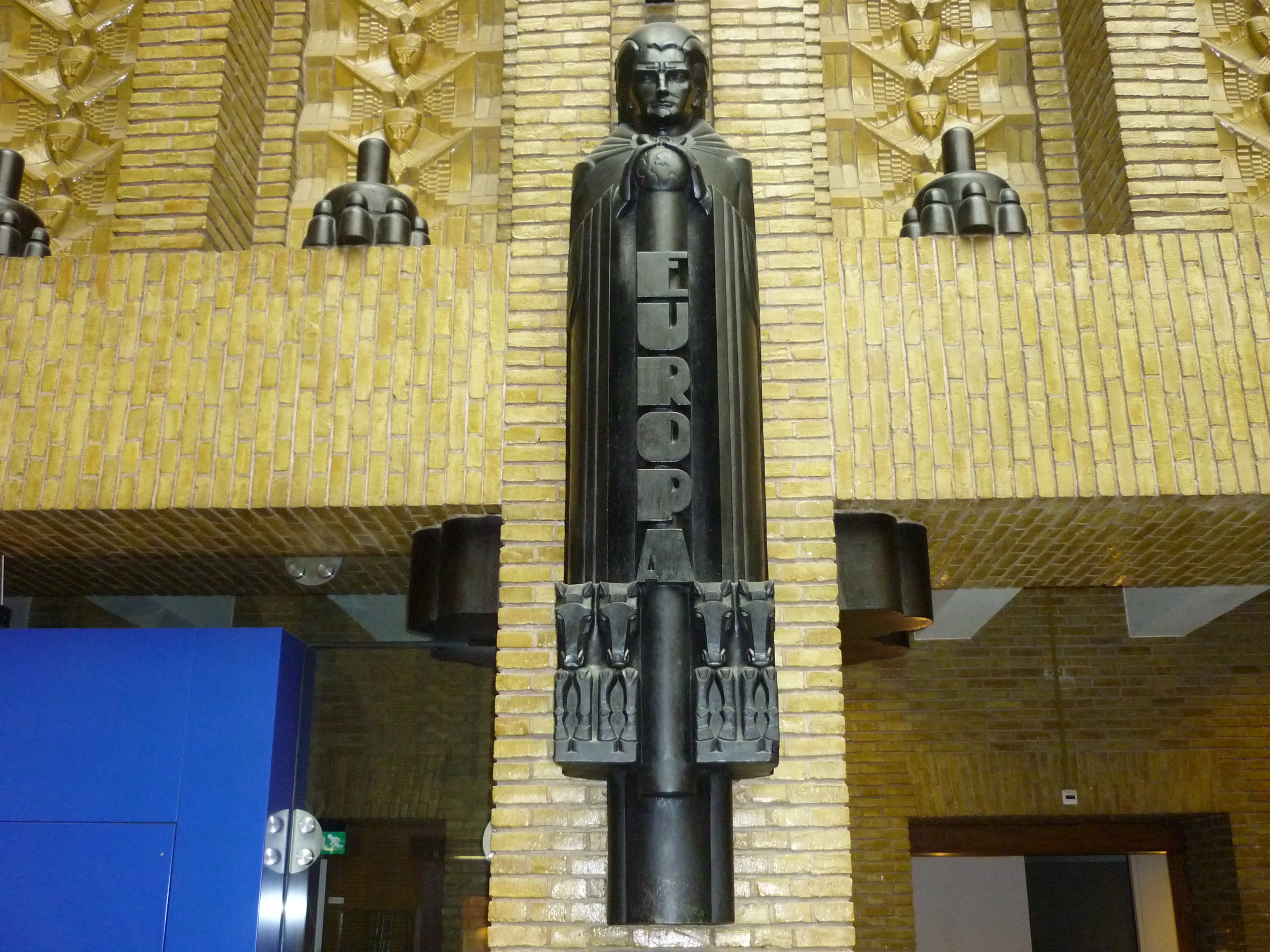
Werelddeel Europa